# Blücher (incrociatore)
Il Blücher era un incrociatore pesante della Kriegsmarine tedesca, attivo durante le prime fasi della seconda guerra mondiale. Appartenente alla Classe Admiral Hipper, era praticamente identico alla nave gemella Admiral Hipper, da cui si distingueva solo per alcuni piccoli dettagli, come il profilo della prua (arcuata o "a clipper" invece che dritta come sull'Hipper) o le caldaie (di marca Wagner anziché La Mont, ma di potenza identica).

## Vita operativa
La carriera del Blücher fu piuttosto breve. Impostato nei cantieri navali di Kiel il 15 agosto 1936, venne varato l'8 giugno 1937 e denominato Blücher in onore del generale Gebhard Leberecht von Blücher. La sua tardiva entrata in servizio, avvenuta il 20 settembre 1939, fu dovuta a prolungate prove in mare e al ritorno in cantiere per estese modifiche.
Il Blücher partecipò all'Operazione Weserübung, l'invasione tedesca di Norvegia e Danimarca, come nave ammiraglia del Marine Gruppe 5 dell'ammiraglio Oskar Kummetz, incaricato dell'occupazione di Oslo; per l'occasione, sul Blücher erano imbarcati anche 800 soldati della 163. Infanterie Division ed alcuni funzionari incaricati di istituire un governo d'occupazione.

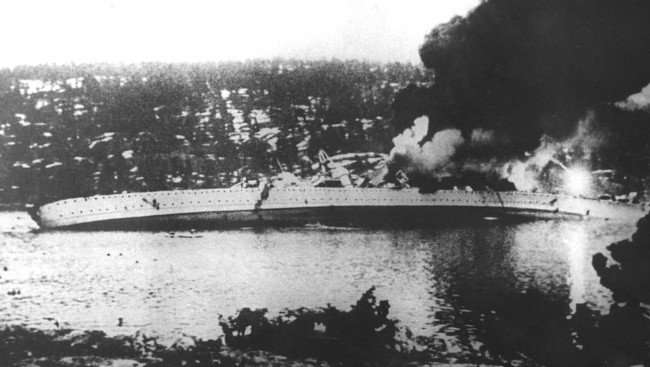
Il Blücher mentre sta affondando nell'Oslofjord

Alla mezzanotte del 9 aprile 1940, il Blücher si presentò all'imbocco dell'Oslofjord, il fiordo che conduceva ad Oslo; qui, la squadra tedesca incontrò una piccola nave pattuglia norvegese, la Pol III, che venne subito affondata. Poco dopo, altre navi norvegesi avvistarono la squadra tedesca e diedero l'allarme, mentre alcune batterie costiere scambiavano colpi con il Blücher e le sue navi appoggio. Nonostante l'elemento sorpresa fosse ormai svanito, Kummetz continuò a risalire il fiordo sempre più stretto e a velocità ridotta, mentre il sole stava sorgendo e la nebbia si dissolveva. Alle 4:40 le navi tedesche arrivarono in vista del punto più stretto del fiordo, dove sul piccolo isolotto di Kaholmen sorgeva la vecchia fortezza di Oscarsborg.
Alle 5:21, da una distanza di 1.700 metri, la fortezza aprì il fuoco sul Blücher con tre cannoni da 280 mm: il primo colpo centrò la direzione di tiro contraereo dell'incrociatore, che rispose al fuoco in maniera disordinata con i pezzi da 105 mm; un secondo proiettile colpì l'hangar degli idrovolanti a mezzanave causando un principio di incendio, mentre un terzo colpo centrava la timoneria. Dalla terraferma ad est si unì al fuoco la batteria costiera norvegese Dröbak, che sparando da una distanza di soli 600 metri colpì il Blücher con una ventina di proiettili da 150 mm; poco dopo, l'incrociatore venne colpito anche da due siluri lanciati da una batteria disposta sull'isola di Håöy. Ormai ingovernabile e avvolto dagli incendi, il Blücher continuò a procedere verso nord ad una velocità di 15 nodi; postosi fuori dalla portata dei cannoni norvegesi, calò l'ancora mentre l'equipaggio cercava disperatamente di spegnere gli incendi a bordo.
Le fiamme, propagatesi dall'hangar, impedivano le comunicazioni tra la parte anteriore e quella posteriore dell'incrociatore, per poi raggiungere il deposito delle munizioni da 105 mm, provocando un'esplosione devastante e lo sbandamento della nave. L'ordine di abbandonare la nave venne dato alle 7:00: marinai e soldati si lanciarono in acqua per raggiungere la vicina terraferma; venti minuti dopo, il Blücher si capovolse e affondò, trascinando con sé 320 uomini tra equipaggio e passeggeri
.